# Azienda asfalti siciliani
L'Azienda asfalti siciliani, in sigla: Az.A.Si, con sede a Modica, era un ente costituito con legge della Regione Siciliana n°36 dell'8 agosto 1960, iniziò l'attività nel 1962.

## Storia
L'ente era dotato di personalità giuridica di diritto pubblico ed aveva un patrimonio di 3 miliardi di lire, interamente erogato dalla Regione Siciliana.
Il suo fine istituzionale era quello di sviluppare la ricerca, la coltivazione, la trasformazione ed il consumo degli asfalti siciliani e dei prodotti derivati, oltre alla valorizzazione industriale dei giacimenti stessi. Possedeva quote di cinque società del settore ed era subordinato alla consistenza dei giacimenti nelle zone di Ragusa, Scicli, Modica, Licodia Eubea e Vizzini.
L'azienda è stata posta in liquidazione con la legge 20 gennaio 1999, n. 5, assieme ad altri enti economici della Regione Siciliana e chiusa definitivamente nel 2002.

## Società collegate
L'Azienda Asfalti Siciliani ha nel tempo costituito società operanti in vari settori.
- Insicem SpA (costituita nel 1969 ed operante nel settore cementizio)
- Scam SpA (costituita nel 1971, operante nel settore delle materie prime)
- Imac SpA (costituita nel 1970, operante nel settore dei prefabbricati in cemento)
- Sercon SpA (costituita nel 1984, operante nel settore dei servizi e consulenze)
- Kerazasi SpA (costituita nel 1985, operante nel settore della ceramica)
- Consorzio tecnologie d'impresa (costituito nel 1991, l'Azasi è intervenuta nei settori riguardanti la chimica verde e la formazione professionale)